# Nevladina udruga
Nevladina udruga ili nevladina organizacija (NVO) je oblik slobodnog i dobrovoljnog udruživanja više fizičkih ili pravnih osoba koje se, radi zaštite njihovih probitaka ili zauzimanja za zaštitu ljudskih prava i sloboda, zaštitu okoliša i prirode i održivi razvoj, te za humanitarna, socijalna, kulturna, odgojno-obrazovna, znanstvena, sportska, zdravstvena, tehnička, informacijska, strukovna ili druga uvjerenja i ciljeve koji nisu u suprotnosti s Ustavom i zakonom, a bez namjere stjecanja dobiti ili drugih gospodarski procjenjivih koristi, podvrgavaju pravilima koja uređuju ustroj i djelovanje toga oblika udruživanja.
Ako žele imati pravnu osobnost, udruge se upisuju u Registar udruga Republike Hrvatske, vode uredi državne uprave u jedinicama područne (regionalne) samouprave i Gradski ured za opću upravu Grada Zagreba, a kojima se, ovisno o sjedištu udruge, podnosi zahtjev za upis u Registar.
Institucije trebaju održavati otvoren, transparentan i redovit dijalog s predstavničkim udrugama i civilnim društvom.

## Načini financiranja
Programi i projekti od interesa za opće dobro u Republici Hrvatskoj koje provode udruge mogu se financirati iz državnog proračuna, proračuna jedinica lokalne i područne (regionalne) samouprave, fondova Europske unije i drugih javnih izvora. Način financiranja uređen je Uredbom o kriterijima, mjerilima i postupcima financiranja i ugovaranja programa i projekata od interesa za opće dobro koje provode udruge. Sredstva iz javnih izvora udruga može dobiti prijavom na javne pozive i natječaje za financiranje programa i projekata od interesa za opće dobro iz državnog ili lokalnih proračuna ili fondova Europske unije, prijavom na javne pozive i natječaje za institucionalnu podršku radu udruga, kao i obavljanjem djelatnosti koje su posebnim zakonima definirane kao javne potrebe u određenom području.
Za programe i projekte organizacija nevladinih udruga iz državnog proračuna, proračuna županija, gradova i općina, u Hrvatskoj se 2014. godine dodijelilo oko 1,5 milijardi kuna. 985 milijuna kuna izdvojeno je izravno iz proračuna.

## Vrste
Za razne oblike nevladinih organizacija postoje djelomično stručni nazivi:[nedostaje izvor]
- "Nevladina" organizacija pod direktnom upravom vlade ili obavještajne tajne službe:

(engl. government-organized Non-Government Organisation; GONGO ili engl. Governmentally Regulated and Initiated NGO; GRINGO) za širenje svoga utjecaja u drugim državama.
- Međunarodne nevladine organizacije:[nedostaje izvor]

(International Non governmental organisation; INGO), primjerice Amnesty International
- Poslovno usmjerene nevladine organizacije (International Business oriented NGO); 'Bingo'), primjerice, grupa za lobiranje "World Business Council for Sustainable Development (WBCSD)"

- Nevladine organizacije za zaštitu okoliša environmental Non Governmental Organisation; ENGO) npr. Greenpeace.

- Kvazi autonomna nevladina organizacija (quasi-autonomous non-governmental organisation; 'QUANGO), primjerice ISO.

- Donatorsko orijentirana nevladina organizacija Donor-Organized non-governmental organisation; DONGO), primjerice UNICEF.

## Vanjske poveznice
- International Interest  Arhivirana inačica izvorne stranice od 15. svibnja 2008. (Wayback Machine) (engl.)
- World bank and NGO (engl.)